# Kittiphop Taewsawaeng
Kittiphop Taewsawaeng (thailändisch กิตติภพ เที่ยวแสวง; * 20. September 2002) ist ein thailändischer Fußballspieler.

## Karriere
Kittiphop Taewsawaeng stand die Saison 2022/23 beim Drittligisten Nan FC unter Vertrag. Mit dem Verein aus Nan spielte er in der Northern Region der Liga. Für den Verein bestritt er 19 Ligaspiele. In der Sommerpause 2023 wurde dem Nan FC die Lizenz für die dritte Liga nicht erteilt. Im August 2023 wechselte er in die North/Eastern Region der Liga. Hier schloss er sich in Sisaket dem Sisaket United FC an. Am Ende der Saison 2023/24 feierte er mit Sisaket die Meisterschaft der Region sowie den anschließenden Aufstieg in die zweite Liga. Sein Zweitligadebüt gab Taewsawaeng am 21. September 2024 (6. Spieltag) im Auswärtsspiel gegen den Lampang FC. Bei dem 1:0-Auswärtserfolg wurde er in der 61. Minute für Sutee Chantorn eingewechselt.

## Erfolge
Sisaket United FC
- Thai League 3 – North/East: 2023/24  ▲